# Portadown
Portadown (en gaèlic irlandès Port an Dúnáin, que vol dir "port de la petita fortalesa", en escocès d'Ulster Portadoun o Portadoon) és una vila d'Irlanda del Nord, al comtat d'Armagh, a la província de l'Ulster. La ciutat es troba als marges del riu Bann a 37 kilòmetres als sud-oest de Belfast.
Encara que Portadown pot remuntar els seus orígens a principis del segle xvii, no va ser fins a l'era victoriana i l'arribada del ferrocarril quan va esdevenir una ciutat important. Portadown es coneix com "l'eix del Nord" perquè fou un important nus ferroviari en el passat, on la línia del Gran Ferrocarril del Nord divergia cap a Belfast, Dublín, Armagh i Derry.
En la dècada de 1990, Portadown es va assenyalar a l'atenció dels mitjans del món pel "conflicte de Drumcree". Aquesta és l'última part d'una llarga disputa sobre les desfilades que es va iniciar al segle xix i que ha donat lloc a nombrosos aldarulls, i morts.

## Townlands
Com a la resta d'Irlanda, l'àrea de Portadown ha estat dividida en townlands, els noms de les quals procedeixen del gaèlic irlandès. Lurgan va sorgir al townland del mateix nom. Amb els temps s'han construït als townlands dels voltants i han donat noms a carreteres i urbanitzacions. Aquesta és una llista dels townlands de l'àrea urbana de Portadown amb la seva etimologia probable:
Marge occidental del riu Bann (parròquia de Drumcree):
- Annagh (d'Eanach que vol dir "pantà")
- Ballyoran (de Baile Uaráin que vol dir "llogaret de la primavera")
- Baltylum (de Bailte Loma que vol dir "llogaret nu")
- Clounagh o Clownagh (de Cluain Each que vol dir "prat dels cavalls")
- Corcrain (de Corr Chrainn que vol dir "turó rodó de l'arbre")
- Garvaghy (de Garbh Achadh que vol dir "camp aspre")
- Mahon or Maghon (de Maigh Ghamhan que vol dir "planura dels vedells")
- Selshion (de Soilseán que vol dir "brillantor – potser per les balises de foc)
- Tavanagh (de Tamhnach que vol dir "prada")

Marge oriental del riu Bann (parròquia de Seagoe):
- Ballyhannon (de Baile Uí hAinchain que vol dir "llogaret d'Ó hAinchain")
- Bocombra (antigament Bocomra, de Buaic Iomaire que vol dir "dalt de la cresta" o Both Chomair que vol dir "cabana en la confluència")
- Edenderry (d' Éadan Doire que vol dir "hill-brow of the oak grove")
- Kernan (antigament Kerhanan, de Caorthannan que vol dir "lloc de freixes")
- Killycomain or Killicomain (de Coill Uí Chomáin que vol dir "bocs d'Ó Comáin'")
- Levaghery (de Leathmhachaire que vol dir "mitja planura")
- Lisnisky (de Lios an Uisce que vol dir "fortificació de l'aigna") – els camps de Lisnisky separen Portadown de Craigavon
- Seagoe Upper (de Suidhe Gabha que vol dir "lloc d'assentament del ferrater")

## Història

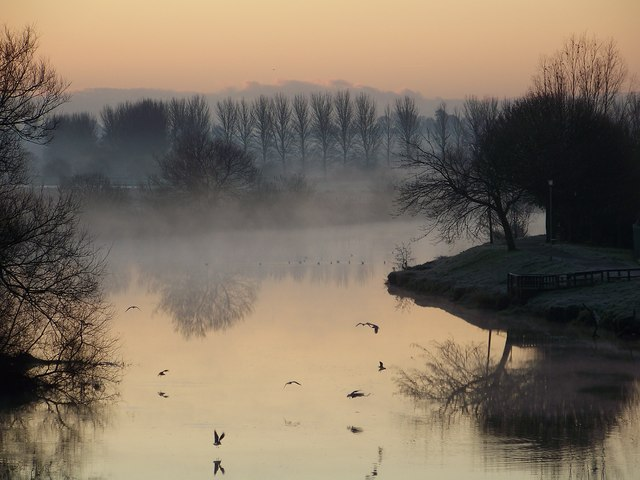
El riu Bann a Portadown

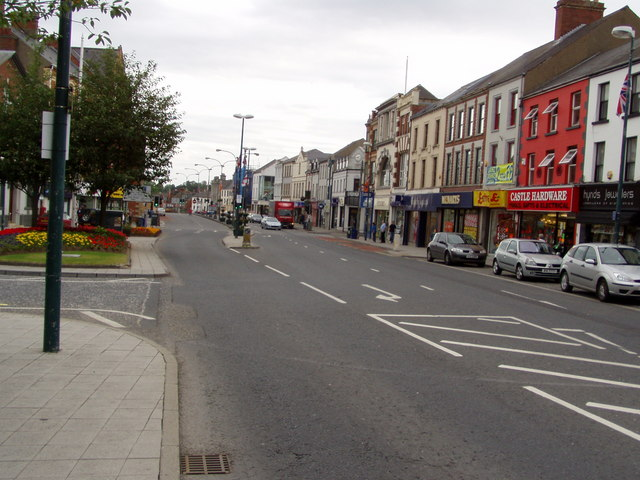
Carrer principal de Portadown en 2006

### Història antiga i colonització de l'Ulster
Se sap poc de l'actual àrea de Portadown abans de 1610 llevat que estava escassament poblada per gaèlics irlandesos. El clan local predominant eren els McCanns (Mac Cana), coneguts com els "Amos de Clanbrasil", que havien estat en l'àrea des del segle xiii. Els McCann eren un sept dels O'Neills (Uí Néill). El nom Clanbrasil esdevé Clann Bhreasail o clan of Breasal. Aquest era el nom del territori on es trobava Portadown. El nom de la ciutat prové de l'irlandès Port a' Dúnáin (Port an Dúnáin), que vol dir port del petit fortí. Aquest era potser la fortalesa dels McCann.
De 1594 a 1603 els O'Neill i una aliança d'altres clans van lluitar a la guerra dels Nou anys contra la conquesta Tudor d'Irlanda. La guerra va acabar amb la derrota dels clans irlandesos, i gran part de les seves terres va ser confiscades pel rei d'Anglaterra. El 1608, Jaume I d'Anglaterra va començar la colonització d'Ulster (Plantation) amb colons anglesos i escocesos.
En 1610, com a part de la colonització, les terres de Portadown van ser concedides a William Powell. En 1611 va vendre la seva concessió de terres al reverend Richard Rolleston, qui al seu torn les va vendre a Richard Cope i Michael Obins. Obins va fer edificar una gran mansió isabelina per a la seva família, i diverses cases properes als arrendataris anglesos. Aquesta mansió es trobava a l'àrea de l'actual finca Woodside. i el Parc del Poble formava part dels terrenys. Avui aquest parc està delimitat a banda i banda per Obins Street i Castle Street, ambdues fent referència al "Castell d'Obin".
En 1631 Obins va rebre una llicència de "fira i mercat" que li va permetre la construcció del primer pont sobre el riu Bann poc després.

### Rebel·lió irlandesa de 1641
Durant la rebel·lió irlandesa de 1641 el castell d'Obins Castle fou capturat per una força de desposseïts irlandesos liderada pels McCann, els Magennis i els O'Neill. En una de les pitjors atrocitats de la rebel·lió, el novembre de 1641 els rebels irlandesos llençaren pel pont del riu Bann entre 100 i 300 colons ("planters") anglesos i escocesos capturats, inclosos dones i nens, que foren ofegats o assassinats. Aquest fet, conegut com la massacre de Portadown, fou un dels detonants dels atacs de revenja per part de les tropes d'Oliver Cromwell anys després.
Les tropes dels confederats irlandesos abandonaren el castell d'Obins durant la conquesta d'Irlanda per Cromwell i Hamlet Obins (qui havia sobreviscut a la seva captura) el va recuperar en 1652. El castell passà al seu fill Anthony Obins.

### Industrialització
En 1741 Anthony Obins va participar en el desenvolupament del canal de Newry. En 1750 fou succeït per Michael Obin, qui va crear un mercat de teixits de lli a Portadown en 1762 que en va establir les bases de la seva major indústria.

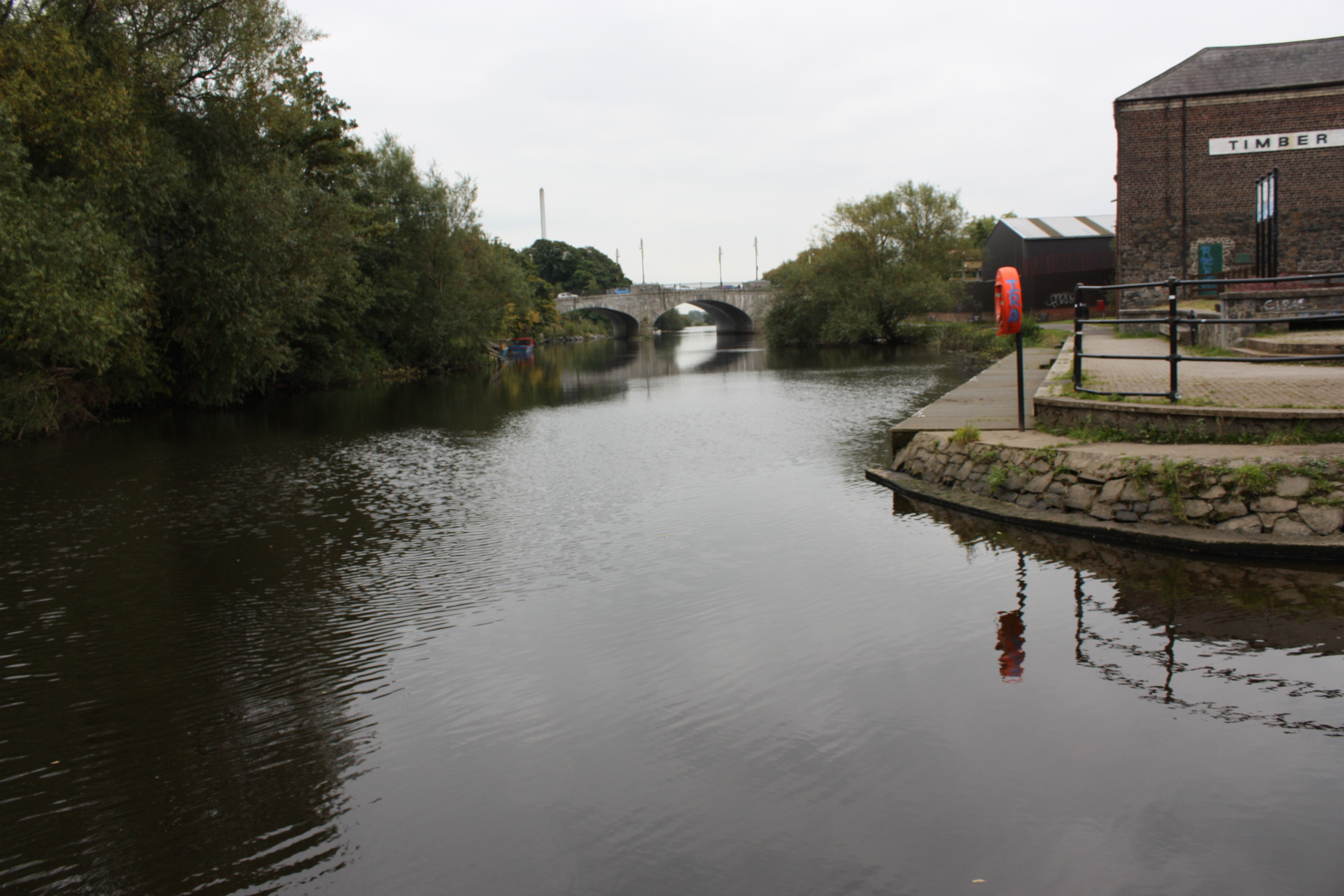
Shillington's Quay

Michael Obins va morir en 1798 i el succeí el seu fill Michael Eyre Obins qui en 1814 va prendre les ordres sagrades i va vendre les propietats a la família Sparrow de Tandragee. George Montagu, 6è duc de Manchester (conegut com a vescomte Mandeville) es casà amb Millicent Sparrow en 1822 i entrà en possessió de les propietats. El llegat de la seva família a la ciutat inclou els noms dels carrers Montagu Street, Millicent Crescent i Mandeville Street, i edificis com Fergus Hall (antigament Duke's School i Church Street PS), i el Carlton Home (l'antiga mansió del duc, posteriorment un hospital maternal i actualment apartaments privats).
La família Blacker, descendent dels danesos establerts a Irlanda en el segle ix, va tenir unes propietats a Carrick, a la carretera Portadown–Gilford. La terra havia estat comprada pel coronel Valentine Blacker a Sir Anthony Cope de Loughgall. Fou conegut aleshores com a Carrickblacker i actualment hi ha el Club de Golf de Portadown. Un dels membres notables de la família Blacker, el coronel William Blacker, alt xerif d'Armagh va prendre part en la "Batalla del Diamant" i fou membre fundador de l'Orde d'Orange. Això i els esdeveniments posteriors com l'establiment d'una Gran Lògia 'provisional' a la ciutat després de la dissolució 'voluntària' de l'Orde en 1825 van fer que la ciutat fos coneguda com la ciutadella orangista i esdevingués centre tristament cèlebra com a centre d'enfrontaments sectaris durant dos segles. Bona part de la família Blacker foren militars o clergues. La propietat de la família fou venuda en 1937 pel Portadown Golf Club, qui va demolir Carrickblacker House en 1988 per a construir-hi una nova seu del club.

### Segona Guerra Mundial

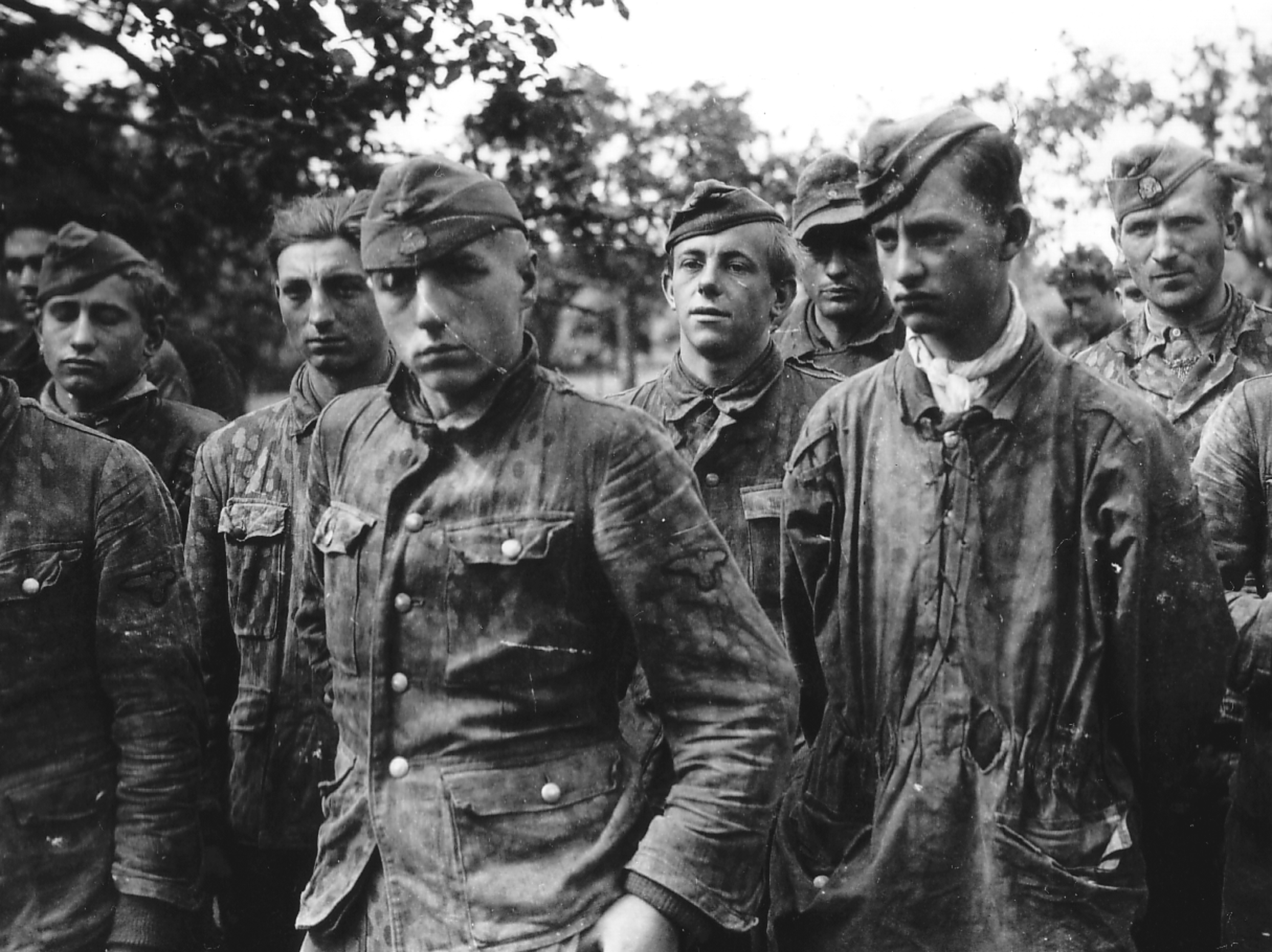
Presoners de guerra alemanys.

Durant la segona guerra mundial es va construir un gran camp de presoners de guerra (POW) a Portadown. Es trobava en el lloc d'unes antigues instal·lacions esportives que es trobaven aleshores als límits occidentals de la ciutat. Aquesta àrea actualment està edificada de Fitzroy Street a Brownstown Estates. Al campament hi havia (majoritàriament) alemanys presoners de guerra. Durant un temps, aquests presoners van ser custodiats per militars gal·lesos que havien estat traslladats des d'Alemanya (coneguts com a "Bluecaps") i que estaven acantonats a Saint Patrick Hall en Thomas Street. Molts dels soldats gal·lesos van optar per ser desmobilitzats a Portadown perquè hi havien establert relacions, el que explica alguns dels cognoms gal·lesos a la ciutat.
El 2005 es va descobrir un refugi antiaeri públic durant les obres d'excavació prop del marge del riu als afores del centre de la ciutat. Un de cada deu fou construït per l'ajuntament durant la Segona Guerra Mundial, és l'únic que resta sencer i un rar exemple de refugis antiaeris públics a Irlanda del Nord.

### Conflicte d'Irlanda del Nord

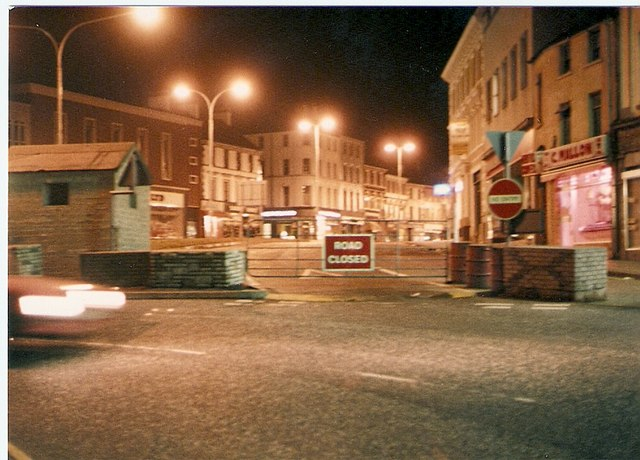
Control de seguretat permanent bloquejant l'entrada al centre de Portadown en 1982

En 1969 va esclatar el conflicte d'Irlanda del Nord entre la comunitat nacionalista/republicana (que s'autoidentificava com a irlandesa i/o catòlica) i la comunitat unionista/lleialista (que s'autoidentifica com a britànica i/o protestant). Portadown ha estat durant molts anys una ciutat bàsicament unionista i abans de començar el conflicte ambdues comunitats havien conviscut una amb l'altra. Tanmateix, quan la violència va augmentar, la ciutat va patir canvis importants en la població. El resultat fou la segregació: la part nord-occidental de la ciutat esdevingué gairebé totalment catòlica i nacionalista, mentre que la resta de la ciutat esdevingué protestant i unionista. Fou construïda una barrera anomenada "mur de pau" al llarg de Corcrain Road i encara hi és.
El conflicte també es va intensificar durant el conflicte de Drumcree. En total van morir 43 persones a Portadown durant el conflicte nord-irlandès.
Els líders comunitaris de Portadown s'han implicat en l'Ulster Project des del seu inici en 1975. En el projecte hi participen joves de les ambdues principals comunitats d'Irlanda del Nord. L'objectiu és fomentar-ne la bona voluntat i l'amistat entre ells. Cada any un grup d'adolescents són elegits per viatjar als Estats Units, on es queden amb una família americana durant unes setmanes.